# Пришиб (Кременчугский район)
Пришиб (укр. Пришиб) — село, Пришибский сельский совет, Кременчугский район, Полтавская область, Украина.
Является административным центром Пришибского сельского совета, в который, кроме того, входят сёла Еристовка, Работовка и Новоселовка-Шевченково.

## Географическое положение
Село Пришиб находится на правом берегу реки Сухой Кобелячек, выше по течению на расстоянии в 3 км расположено село Кобелячек, ниже по течению на расстоянии в 3,5 км расположено село Петрашовка.

## История
- XVII век — первое упоминание о селе Пришиб.
  - В 1862 году в селе владельческом Пришиб была церквь православная, ярмарка и 242 дворов где жило 2445 человек.
  - В 1911 году в селе Пришиб были Вознесенская церковь, земская, церковно-приходская школы и жило 2132 человека.[1]

- В июле 1995 года Кабинет министров Украины утвердил решение о приватизации находившегося здесь совхоза[2].

Население по переписи 2001 года составляло 997 человек.

## Экономика
- ООО «Видродження».

## Объекты социальной сферы
- Детский сад.
- Школа.
- Фельдшерско-акушерский пункт.

## Экология
Рядом с селом находятся карьер Полтавского ГОК, отвалы и отстойники.